# Thyrnau
Thyrnau település Németországban, azon belül Bajorországban. Lakosainak száma 4267 fő (2023. december 31.). Thyrnau Obernzell, Untergriesbach, Hauzenberg, Büchlberg, Salzweg, Passau és Freinberg községekkel határos.

## Népesség
A település népessége az elmúlt években az alábbi módon változott:
| Lakosok száma | 3147 | 1875 | 4090 | 4108 | 4277 | 4343 | 4292 | 4285 | 4214 | 4267 |
|               | 1970 | 1975 | 2011 | 2012 | 2014 | 2015 | 2017 | 2019 | 2022 | 2023 |